# Tulij
Tulij je kemijski element atomskog (rednog) broja 69 i atomske mase 168.93421(2). U periodnom sustavu elemenata predstavlja ga simbol Tm.
Tulij je 1879. godine otkrio Per Teodore Cleve (Švedska). Ime je dobio po starom nazivu za Skandinavski poluotok - Thule. To je srebrno sivi, mekani i kovki metal koji je stabilan u suhom zraku. Topljiv je u kiselinama.